# Cerkiew św. Aleksego w Czułczycach
Cerkiew św. Aleksego w Czułczycach – początkowo cerkiew prawosławna, od 1945 kościół rzymskokatolicki św. Rocha.
Prawosławną cerkiew ufundował w 1905 kupiec Jan Kowalewski z Moskwy, z inspiracji Bractwa Przenajświętszej Bogurodzicy z Chełma. Od 1918 cerkiew czasowo użytkowali katolicy. W latach 1919–1945 cerkiew była siedzibą nieetatowej filii parafii prawosławnej w Chełmie. Po wysiedleniu ludności prawosławnej w czasie wywózek Ukraińców do ZSRR, 2 sierpnia 1945 starostwo chełmskie oddało ją parafii rzymskokatolickiej i wtedy też nadano jej obecne wezwanie. 
Budynek jest murowany, jednonawowy, na frontonie wieża, wyposażenie wnętrza częściowo przeniesione z dawnego kościoła parafialnego, ołtarz główny (z dawnego kościoła) rokokowy, prawdopodobnie dzieło Michała Filewicza z końca XVIII w. W ołtarzu tym są obrazy św. Rocha i Matki Boskiej Częstochowskiej. Ołtarze boczne: Serca Pana Jezusa i św. Józefa, wyk. po II wojnie światowej przez rzeźbiarza ludowego A. Sieka z Biłgoraja. Ambona rokokowa z końca XVIII w., chrzcielnica wczesnobarokowa. W zakrystii 2 zabytkowe monstrancje z XVIII w., na chórze muzycznym, 5-głosowe organy.